# Обратная тяга 2
Обратная тяга 2 (также известный как Бэкдрафт II) — боевик 2019 года, снятый режиссёром Гонсало Лопес-Гальего и написанный Грегори Вайденом. Продолжение фильма 1991 года «Бэкдрафт», в нём снимается Джо Андерсон, а Уильям Болдуин и Дональд Сазерленд повторяют свои роли Брайана Маккаффри и Рональда Бартела в фильме 1991 года. Он был выпущен в формате прямого видео в мае 14, 2019.

## Сюжет
Следователь по поджогам Шон Маккэффри, сын покойного лейтенанта Стивена «Булла» МаКкэффри, работает в 17-м участке Чикагской пожарной службы, одном из подразделений подразделения, которым руководит его дядя, заместитель окружного начальника Чикагского управления по расследованию пожаров (OFI) Брайан Маккэффри. Шон предпочитает работать в одиночку и поначалу ведет себя грубо, когда капитан 17-й станции Уайт говорит ему, что он должен следовать протоколу и работать с партнером, Мэгги Ренинг.
Новой команде назначается пожар, в результате которого на Хэллоуин погибли пятеро подростков. После того, как они подтвердят, что пожар является поджогом, они позже поймают поджигателя, который скажет им, что он отказался от огромной платы за поджог на Хэллоуин. Шон беседует с Рональдом Бартелом, убийцей-поджигателем, который десятилетиями сидел в тюрьме. Бартел дает представление, которое включает в себя участие террористов, использующих пожары, чтобы отвлечь внимание от кражи ракет. В доме Шона заложена бомба, и Шон звонит Брайану и рассказывает ему о том, что произошло. Брайан заходит и смотрит, сможет ли он разрядить его, но умирает в процессе. Проводятся похороны Брайана, и Шон прощается с ним так же, как он прощался со своим отцом десятилетиями ранее. Рональд выражает соболезнования Шону и объясняет ему, где, возможно, тусуются террористы. Шон и Мэгги отправляются в погоню за террористами, которых впоследствии ловят и побеждают. И, как и в 1991 году, фильм заканчивается, когда поступает звонок о новом пожаре.